# Stigmatodactylus lamrii
Stigmatodactylus lamrii är en orkidéart som först beskrevs av Jeffrey James Wood och Chu Lun Chan, och fick sitt nu gällande namn av David Lloyd Jones och Mark Alwin Clements. Stigmatodactylus lamrii ingår i släktet Stigmatodactylus och familjen orkidéer. Inga underarter finns listade i Catalogue of Life.